# Dirk Richter
Dirk Richter (Alemania, 12 de septiembre de 1964) es un nadador alemán retirado especializado en pruebas de estilo libre, donde consiguió ser medallista de bronce olímpico en 1992 en los 4 x 100 metros.

## Carrera deportiva
En las Olimpiadas de Seúl 1988 ganó la medalla de bronce en los relevos de 4 x 100 metros; y cuatro años después, en los Juegos Olímpicos de Barcelona 1992 volvió a ganar la medalla de bronce en la misma prueba, con un tiempo de 3:17.90 segundos, tras Estados Unidos y el Equipo Unificado (plata).